# 紅翼絲隆頭魚
紅翼絲隆頭魚，又稱紅翼絲鰭鸚鯛，為輻鰭魚綱鱸形目隆頭魚亞目隆頭魚科的其中一種，分布於中西太平洋的菲律賓海域，棲息深度2-30公尺，體長可達9.1公分，棲息在礁石平臺，成小群活動，以浮游生物為食，生活習性不明，可做為觀賞魚。

## 擴展閱讀
維基物種上的相關：紅翼絲隆頭魚